# Jean Hennecart

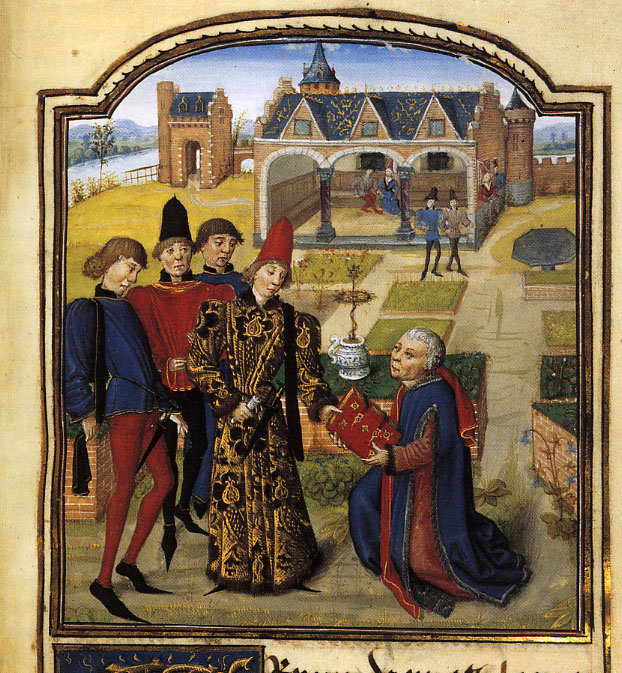
Jean Hennecart, Instruction d'un Jeune Prince van Guillebert de Lannoy, Bibliothèque de l'Arsenal in Parijs, Ms. 5104, f14.

Jean Hennecart (? - ca. 1475, alleszins voor 1480) was een miniaturist uit de Zuidelijke Nederlanden die actief was tussen 1454 en 1475. Hij is gedocumenteerd  via de rekeningen van de hertogen van Bourgondië, Filips de Goede en Karel de Stoute. Hij zou mogelijk afkomstig geweest zijn van Oudenaarde

## Levensloop
Over het leven en de achtergrond van Hennecart is weinig of niets geweten. Hij wordt voor de eerste keer vermeld in de rekeningen van het Bourgondische hof voor zijn medewerking aan de versieringen die in Rijsel werden gemaakt ter gelegenheid van het Banket van de Fazant dat in 1454 door Filips de Goede werd georganiseerd. Later werkte hij voor Karel de Stoute, toen die nog graaf van Charolais was, en maakte voor hem blazoenen en banieren. In 1457 werd hij benoemd tot hofschilder van Karel de Stoute. 
In 1467 ontvangt hij een belangrijke som voor werk dat hij had uitgevoerd in de jaren daarvoor. Onder meer een gouden kruis dat hij maakte voor Karel de Stoute, een perkamenten boekrol met een motet ter gelegenheid van de geboorte van Maria van Bourgondië in 1457, lansen en banieren en versiering van instrumenten. We weten hieruit alleszins dat Jean Hennecart ook vertrouwd was met het werken op perkament.
Toen Karel hertog werd in 1467 na de dood van zijn vader Filips, behield Hennecart zijn aanstelling als hofschilder. Hij coördineerde de versiering voor de huwelijksplechtigheid van Karel de Stoute met Margaretha van York in 1468 in Brugge. Tussen 1468 en 1470 werd hij ook nog betaald voor het ontwerpen van munten.
Hennecart zou overleden zijn kort voor 18 mei 1479. In 1480 werden grote bedragen uitbetaald aan zijn weduwe voor het werk dat hij in de voorgaande jaren had uitgevoerd. De standaarden en wapenrokken die in 1474 door de hertog werden besteld, werden gemaakt door Pierre Coustain, wat laat veronderstellen dat Hennecart toen niet meer actief was.

## Werk
Hennecart werd dus blijkbaar belast met het mindere werk zoals het beschilderen van lansen en schilden, maar ook het meer prestigieuze werk, zoals het schilderen van figuren op vaandels op panelen en het verluchten van handschriften, werd blijkbaar aan hem toevertrouwd.
Zo werd hij in 1470 betaald voor het verluchten van twee kopieën van de Instruction d'un Jeune Prince van Guillebert de Lannoy. Een van die kopieën wordt nu bewaard in de Bibliothèque de l'Arsenal in Parijs als Ms. 5104. De laatste miniatuur in het handschrift toont de initialen van Karel en Margaretha die met een liefdesknoop verbonden zijn. Dit laat toe het handschrift te dateren na het huwelijk van Karel en Margaretha op 3 juli 1468 en voor de betaling van de verluchting op 20 september 1470.
Scot McKendrick somt een aantal argumenten op om aan te tonen dat Hennecart het werk zelf uitvoerde en niet uitbesteedde, onder meer de heraldische margeversieringen in het handschrift en medaillons die aan munten doen denken. Bovendien waren de andere miniaturisten waar hertog Karel dikwijls beroep op deed, druk bezig met andere opdrachten. Het tweede deel van het boek, de Enseignements paternels, wordt voorafgegaan door een volbladminiatuur die duidelijk geïnspireerd is door de openingsminiatuur van de Chroniques de Hainaut door Rogier van der Weyden. Die miniatuur kan duidelijk gezien worden als een referentie naar de tekst van Lannoy: Filips de vader geeft zijn raadgevingen door aan Karel de zoon. Zijn stijl was verwant aan die van de Meester van de Girart de Roussillon (Jehan of Jean Dreux) die ook in Brussel werkzaam was, voor onder meer Karel de Stoute, in dezelfde periode.
Men heeft wel andere werken gevonden met een stijl die aanleunt bij die van Hennecart maar geen van die manuscripten werd definitief aan Hennecart toegeschreven op de kopie na van de Instruction d'un Jeune Prince die Hennecart maakte voor Lodewijk van Gruuthuse.